# Gabriel V
El Patriarca Gabriel V de Serbia (Serbio: Гaврилo Дoжић; Patrijarh Gavrilo V Dožić-Medenica; n. 1881, Vrujci – † 1950, Belgrado) fue el 41.o Patriarca de la Iglesia ortodoxa serbia, líder espiritual de los serbios ortodoxos del este, desde 1938 hasta 1950. El nombre completo de su título era Su Santidad el Arzobispo de Peć, Metropolita de Belgrado y Karlovci, Patriarca Serbio Gabriel. 

## Biografía
Gabriel (nombre natal: Gavrilo Dožić, Витомир Проданов) nació en Vrujci el 17 de mayo de 1881.
Fue Metropolita de Montenegro y del Litoral (1920-1938).
El Patriarca Gabriel falleció en Belgrado, el 7 de mayo de 1950, siendo sepultado en la Catedral de San Miguel en Belgrado.